# Şehzade Mehmed Seyfeddin Efendi
Şehzade Mehmed Seyfeddin Efendi (* 22. September 1874 in Istanbul; † 19. November 1927 in Nizza) war der jüngste Sohn des Sultan Abdülaziz und Gevherî Vâlide Sultan. Er war zugleich ein berühmter Komponist türkischer Palastmusik und einer der letzten Meister des Mahya.

## Leben
Er wurde während der Regierungszeit seines Vaters geboren und wuchs im Feriye-Palast auf.
Später erhielt er eine militärische Ausbildung bei der Marine und stieg bis in den Rang eines ferik auf. Ihm wurden drei Orden verliehen, die Hânedân-ı Âl-i Osmân, die Murassa‘ Osmânî und die Murassa‘ Mecîdî.
Er war allgemein als Komponist türkischer Palastmusik bekannt. Einer seiner Lehrer war Cemil Bey. Er spielte die Instrumente Kanun, Piano Kemençe, Tambur und gilt als einer der bekanntesten Komponisten der osmanischen Dynastie nach Selim III. Zu den Gattungen, die er komponierte, gehörten peşrev, semâi, Marsch, Longa, Lieder und İlahi. Seine Tochter Fatma Gevherî (1904–1980) und seine Söhne Şehzade Mehmed Abdülaziz, Mahmud Şevket ve Ahmed Tevhid wurden ebenfalls musikalisch ausgebildet.
Neben der musikalischen Liebhaberei war er ein geschickter Mahya-Meister und stieg als einer der wenigen Professionellen in Istanbul während des Fastenbrechens auf die Minarette, um mit einer verlängerten Fackel die Kerzen der Laternen anzuzünden oder mit einem verlängerten Arm die Ölvorräte zu füllen. Die Bilder, die er malte, sind hingegen kaum bekannt.
Er verließ mit der Abschaffung des Sultanats im Jahr 1924 das Land und starb drei Jahre später im französischen Exil. Er wurde in der Tekkiye Süleymans in Damaskus begraben.